# ATP Tour 2019

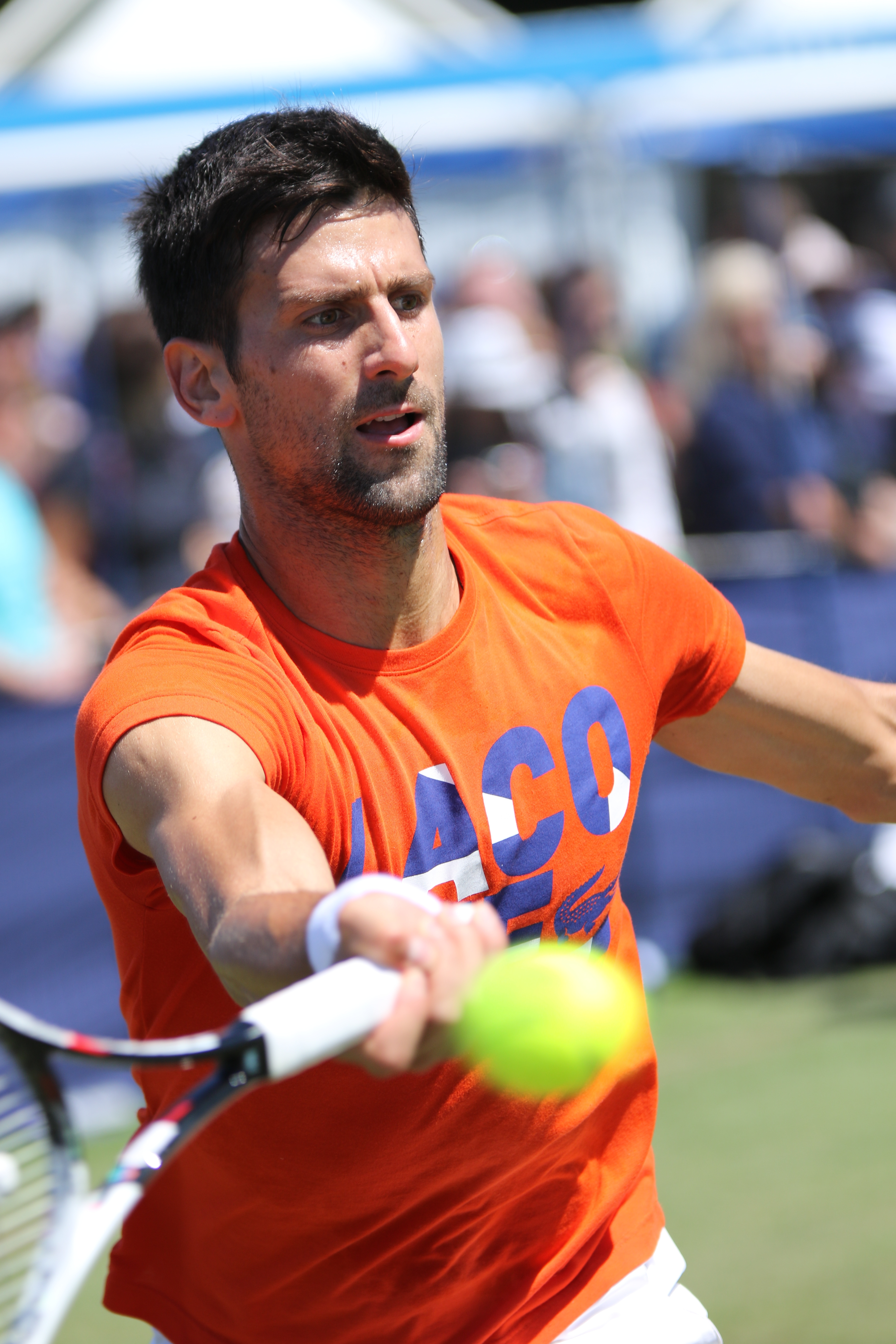
Novak Đoković ha vinto il suo settimo Australian Open, battendo in finale Rafael Nadal, e ha confermato il titolo a Wimbledon in finale con Roger Federer.

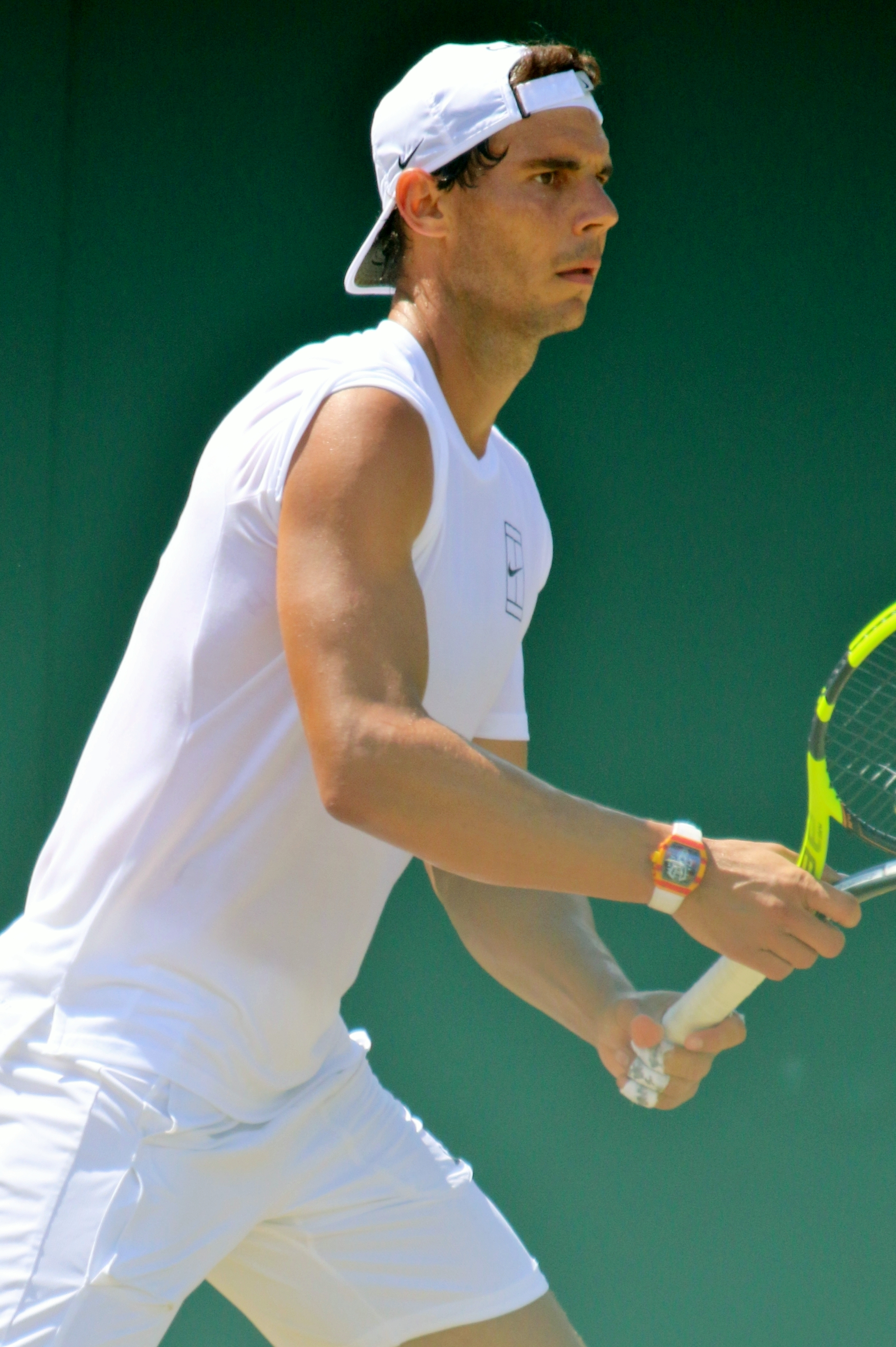
Rafael Nadal ha vinto il suo 12° Roland Garros in finale con Thiem. Ha inoltre vinto il suo 4º US Open, sconfiggendo in finale il russo Daniil Medvedev

L'ATP Tour 2019 è un insieme di tornei organizzati dall'ATP divisi in quattro categorie: tornei del Grande Slam, Masters 1000, 500 e 250. A questi si aggiungono anche la Coppa Davis, le ATP Finals, il Next Generation ATP Finals e la Hopman Cup che, insieme agli Slam, sono organizzati dalla ITF.

## Calendario
Questo è il calendario completo degli eventi del 2019, con i risultati in progressione dai quarti di finale.
Legenda
| Grande Slam                 |
| ATP Finals                  |
| Next Generation ATP Finals  |
| ATP World Tour Masters 1000 |
| ATP World Tour 500          |
| ATP World Tour 250          |
| Evento a squadre            |

### Gennaio
| Settimana             | Torneo | Campione/i | Finalista/i | Semifinalisti                                   | Eliminati ai quarti di finale                                         |
| --------------------- | --- | --- | --- | ----------------------------------------------- | --------------------------------------------------------------------- |
| 31 dicembre           | Hopman Cup Perth, Australia Torneo a squadre misto 1 000 000 $ - Cemento indoor - 8 squadre (RR) | Svizzera 2-1 | Germania | Round Robin (Gruppo A) Australia Spagna Francia | Round Robin (Gruppo B) Grecia Regno Unito Stati Uniti                 |
| 31 dicembre           | Qatar Open Doha, Qatar ATP World Tour 250 1 313 215 $ - Cemento - 32S/16Q/16D Singolare - Doppio | Roberto Bautista Agut 6-4, 3-6, 6-3 | Tomáš Berdych | Novak Đoković Marco Cecchinato                  | Nikoloz Basilašvili Stan Wawrinka Dušan Lajović Pierre-Hugues Herbert |
| 31 dicembre           | Qatar Open Doha, Qatar ATP World Tour 250 1 313 215 $ - Cemento - 32S/16Q/16D Singolare - Doppio | David Goffin Pierre-Hugues Herbert 5-7, 6-4, [10-4] | Robin Haase Matwé Middelkoop | Novak Đoković Marco Cecchinato                  | Nikoloz Basilašvili Stan Wawrinka Dušan Lajović Pierre-Hugues Herbert |
| 31 dicembre           | Brisbane International Brisbane, Australia ATP World Tour 250 589 680 $ - Cemento - 28S/16Q/16D Singolare - Doppio | Kei Nishikori 6-4, 3-6, 6-2 | Daniil Medvedev | Jo-Wilfried Tsonga Jérémy Chardy                | Alex de Minaur Milos Raonic Yasutaka Uchiyama Grigor Dimitrov         |
| 31 dicembre           | Brisbane International Brisbane, Australia ATP World Tour 250 589 680 $ - Cemento - 28S/16Q/16D Singolare - Doppio | Marcus Daniell Wesley Koolhof 6-4, 7–6(6) | Rajeev Ram Joe Salisbury | Jo-Wilfried Tsonga Jérémy Chardy                | Alex de Minaur Milos Raonic Yasutaka Uchiyama Grigor Dimitrov         |
| 31 dicembre           | Maharashtra Open Pune, India ATP World Tour 250 589 680 $ - Cemento - 28S/16Q/16D Singolare - Doppio | Kevin Anderson 7–6(4), 6(2)–7, 7–6(5) | Ivo Karlović | Gilles Simon Steve Darcis                       | Jaume Munar Benoît Paire Malek Jaziri Ernests Gulbis                  |
| 31 dicembre           | Maharashtra Open Pune, India ATP World Tour 250 589 680 $ - Cemento - 28S/16Q/16D Singolare - Doppio | Rohan Bopanna Divij Sharan 6-3, 6-4 | Luke Bambridge Jonny O'Mara | Gilles Simon Steve Darcis                       | Jaume Munar Benoît Paire Malek Jaziri Ernests Gulbis                  |
| 7 gennaio             | Sydney International Sydney, Australia ATP World Tour 250 589 680 $ - Cemento - 28S/32Q/16D Singolare - Doppio | Alex de Minaur 7-5, 7–6(5) | Andreas Seppi | Diego Schwartzman Gilles Simon                  | Stefanos Tsitsipas Yoshihito Nishioka John Millman Jordan Thompson    |
| 7 gennaio             | Sydney International Sydney, Australia ATP World Tour 250 589 680 $ - Cemento - 28S/32Q/16D Singolare - Doppio | Jamie Murray Bruno Soares 6-4, 6-3 | Juan Sebastián Cabal Robert Farah | Diego Schwartzman Gilles Simon                  | Stefanos Tsitsipas Yoshihito Nishioka John Millman Jordan Thompson    |
| 7 gennaio             | Auckland Open Auckland, Nuova Zelanda ATP World Tour 250 589 680 $ - Cemento - 28S/32Q/16D Singolare - Doppio | Tennys Sandgren 6-4, 6-2 | Cameron Norrie | Jan-Lennard Struff Philipp Kohlschreiber        | Taylor Fritz Pablo Carreño Busta Leonardo Mayer Fabio Fognini         |
| 7 gennaio             | Auckland Open Auckland, Nuova Zelanda ATP World Tour 250 589 680 $ - Cemento - 28S/32Q/16D Singolare - Doppio | Ben McLachlan Jan-Lennard Struff 6-3, 6-4 | Raven Klaasen Michael Venus | Jan-Lennard Struff Philipp Kohlschreiber        | Taylor Fritz Pablo Carreño Busta Leonardo Mayer Fabio Fognini         |
| 14 gennaio 21 gennaio | Australian Open 2019 Melbourne, Australia Grande Slam 28 814 100 AU$ - Cemento - 128S/128Q/64D/32X Singolare - Doppio - Doppio misto | Novak Đoković 6-3, 6-2, 6-3 | Rafael Nadal | Stefanos Tsitsipas Lucas Pouille                | Kei Nishikori Milos Raonic Roberto Bautista Agut Frances Tiafoe       |
| 14 gennaio 21 gennaio | Australian Open 2019 Melbourne, Australia Grande Slam 28 814 100 AU$ - Cemento - 128S/128Q/64D/32X Singolare - Doppio - Doppio misto | Pierre-Hugues Herbert Nicolas Mahut 6-4, 7-6(1) | Henri Kontinen John Peers | Stefanos Tsitsipas Lucas Pouille                | Kei Nishikori Milos Raonic Roberto Bautista Agut Frances Tiafoe       |
| 14 gennaio 21 gennaio | Australian Open 2019 Melbourne, Australia Grande Slam 28 814 100 AU$ - Cemento - 128S/128Q/64D/32X Singolare - Doppio - Doppio misto | Barbora Krejčíková Rajeev Ram 7–6(3), 6-1 | Astra Sharma John-Patrick Smith | Stefanos Tsitsipas Lucas Pouille                | Kei Nishikori Milos Raonic Roberto Bautista Agut Frances Tiafoe       |
| 28 gennaio            | Coppa Davis 2019 Qualificazioni Gruppo Mondiale Uberlândia, Brasile - Terra rossa (i) Tashkent, Uzbekistan - Cemento (i) Adelaide, Australia - Cemento Calcutta, India - Erba Francoforte sul Meno, Germania, Cemento (i) Bienne, Svizzera - Cemento (i) Astana, Kazakistan - Cemento (i) Ostrava, Repubblica Ceca - Cemento (i) Bogotà, Colombia - Terra rossa (i) Salisburgo, Austria - Terra rossa (i) Bratislava, Slovacchia - Terra rossa (i) Canton, Cina - Cemento (i) | Vincenti spareggio Belgio 3-1 Serbia 3-2 Australia 4-0 Italia 3-1 Germania 5-0 Russia 3-1 Kazakistan 3-1 Paesi Bassi 3-1 Colombia 4-0 Cile 3-2 Canada 3-2 Giappone 3-2 | Perdenti spareggio Brasile Uzbekistan Bosnia ed Erzegovina India Ungheria Svizzera Portogallo Rep. Ceca Svezia Austria Slovacchia Cina |                                                 |                                                                       |

### Febbraio
| Settimana   | Torneo | Campione/i                                        | Finalista/i                            | Semifinalisti                  | Eliminati ai quarti di finale                                            |
| ----------- | --- | ------------------------------------------------- | -------------------------------------- | ------------------------------ | ------------------------------------------------------------------------ |
| 4 febbraio  | Open Sud de France 2019 Montpellier, Francia ATP World Tour 250 586 140 € - Cemento (i) - 28S/32Q/16D Singolare - Doppio             | Jo-Wilfried Tsonga 6-4, 6-2                       | Pierre-Hugues Herbert                  | Tomáš Berdych Radu Albot       | Marcos Baghdatis Jérémy Chardy Denis Shapovalov Filip Krajinović         |
| 4 febbraio  | Open Sud de France 2019 Montpellier, Francia ATP World Tour 250 586 140 € - Cemento (i) - 28S/32Q/16D Singolare - Doppio             | Ivan Dodig Édouard Roger-Vasselin 6-4, 6-3        | Benjamin Bonzi Antoine Hoang           | Tomáš Berdych Radu Albot       | Marcos Baghdatis Jérémy Chardy Denis Shapovalov Filip Krajinović         |
| 4 febbraio  | Sofia Open 2019 Sofia, Bulgaria ATP World Tour 250 586 140 € - Cemento (i) - 28S/32Q/16D Singolare - Doppio                          | Daniil Medvedev 6-4, 6-3                          | Márton Fucsovics                       | Matteo Berrettini Gaël Monfils | Fernando Verdasco Roberto Bautista Agut Martin Kližan Stefanos Tsitsipas |
| 4 febbraio  | Sofia Open 2019 Sofia, Bulgaria ATP World Tour 250 586 140 € - Cemento (i) - 28S/32Q/16D Singolare - Doppio                          | Nikola Mektić Jürgen Melzer 6-2, 4-6, [10-2]      | Hsieh Cheng-peng Christopher Rungkat   | Matteo Berrettini Gaël Monfils | Fernando Verdasco Roberto Bautista Agut Martin Kližan Stefanos Tsitsipas |
| 4 febbraio  | Córdoba Open 2019 Córdoba, Argentina ATP World Tour 250 589 640 $ - Terra rossa - 28S/32Q/16D Singolare - Doppio                     | Juan Ignacio Londero 3-6, 7-5, 6-1                | Guido Pella                            | Pablo Cuevas Federico Delbonis | Aljaž Bedene Diego Schwartzman Pedro Cachín Jaume Munar                  |
| 4 febbraio  | Córdoba Open 2019 Córdoba, Argentina ATP World Tour 250 589 640 $ - Terra rossa - 28S/32Q/16D Singolare - Doppio                     | Roman Jebavý Andrés Molteni 6-4, 7–6(4)           | Máximo González Horacio Zeballos       | Pablo Cuevas Federico Delbonis | Aljaž Bedene Diego Schwartzman Pedro Cachín Jaume Munar                  |
| 11 febbraio | Rotterdam Open 2019 Rotterdam, Paesi Bassi ATP World Tour 500 2 098 480 € - Cemento (i) - 32S/16Q/16D Singolare - Doppio             | Gaël Monfils 6-3, 1-6, 6-2                        | Stan Wawrinka                          | Kei Nishikori Daniil Medvedev  | Márton Fucsovics Denis Shapovalov Damir Džumhur Jo-Wilfried Tsonga       |
| 11 febbraio | Rotterdam Open 2019 Rotterdam, Paesi Bassi ATP World Tour 500 2 098 480 € - Cemento (i) - 32S/16Q/16D Singolare - Doppio             | Jérémy Chardy Henri Kontinen 7–6(5), 7–6(4)       | Jean-Julien Rojer Horia Tecău          | Kei Nishikori Daniil Medvedev  | Márton Fucsovics Denis Shapovalov Damir Džumhur Jo-Wilfried Tsonga       |
| 11 febbraio | New York Open 2019 New York, Stati Uniti d'America ATP World Tour 250 777 385 $ - Cemento (i) - 28S/16Q/16D Singolare - Doppio       | Reilly Opelka 6-1, 6(7)–7, 7–6(7)                 | Brayden Schnur                         | John Isner Sam Querrey         | Jordan Thompson Guillermo García López Paolo Lorenzi Jason Jung          |
| 11 febbraio | New York Open 2019 New York, Stati Uniti d'America ATP World Tour 250 777 385 $ - Cemento (i) - 28S/16Q/16D Singolare - Doppio       | Kevin Krawietz Andreas Mies 6-4, 7-5              | Santiago González Aisam-ul-Haq Qureshi | John Isner Sam Querrey         | Jordan Thompson Guillermo García López Paolo Lorenzi Jason Jung          |
| 11 febbraio | Argentina Open 2019 Buenos Aires, Argentina ATP World Tour 250 673 135 $ - Terra rossa - 28S/16Q/16D Singolare - Doppio              | Marco Cecchinato 6-1, 6-2                         | Diego Schwartzman                      | Dominic Thiem Guido Pella      | Pablo Cuevas Albert Ramos Viñolas Roberto Carballés Baena Jaume Munar    |
| 11 febbraio | Argentina Open 2019 Buenos Aires, Argentina ATP World Tour 250 673 135 $ - Terra rossa - 28S/16Q/16D Singolare - Doppio              | Máximo González Horacio Zeballos 6-1, 6-1         | Diego Schwartzman Dominic Thiem        | Dominic Thiem Guido Pella      | Pablo Cuevas Albert Ramos Viñolas Roberto Carballés Baena Jaume Munar    |
| 18 febbraio | Rio Open 2019 Rio de Janeiro, Brasile ATP World Tour 500 1 937 740 $ - Terra rossa - 32S/16Q/16D Singolare - Doppio                  | Laslo Djere 6-3, 7-5                              | Félix Auger-Aliassime                  | Aljaž Bedene Pablo Cuevas      | Casper Ruud Hugo Dellien Albert Ramos Viñolas Jaume Munar                |
| 18 febbraio | Rio Open 2019 Rio de Janeiro, Brasile ATP World Tour 500 1 937 740 $ - Terra rossa - 32S/16Q/16D Singolare - Doppio                  | Máximo González Nicolás Jarry 6(3)–7, 6-3, [10-7] | Thomaz Bellucci Rogério Dutra Silva    | Aljaž Bedene Pablo Cuevas      | Casper Ruud Hugo Dellien Albert Ramos Viñolas Jaume Munar                |
| 18 febbraio | Open 13 Provence 2019 Marsiglia, Francia ATP World Tour 250 744 010 € - Cemento (i) - 28S/16Q/16D Singolare - Doppio                 | Stefanos Tsitsipas 7-5, 7–6(5)                    | Michail Kukuškin                       | David Goffin Ugo Humbert       | Serhij Stachovs'kyj Gilles Simon Andrej Rublëv Matthias Bachinger        |
| 18 febbraio | Open 13 Provence 2019 Marsiglia, Francia ATP World Tour 250 744 010 € - Cemento (i) - 28S/16Q/16D Singolare - Doppio                 | Jérémy Chardy Fabrice Martin 6-3, 6(4)–7, [10-3]  | Ben McLachlan Matwé Middelkoop         | David Goffin Ugo Humbert       | Serhij Stachovs'kyj Gilles Simon Andrej Rublëv Matthias Bachinger        |
| 18 febbraio | Delray Beach Open 2019 Delray Beach, Stati Uniti d'America ATP World Tour 250 651 215 $ - Cemento - 32S/16Q/16D Singolare - Doppio   | Radu Albot 3-6, 6-3, 7–6(7)                       | Daniel Evans                           | Mackenzie McDonald John Isner  | Juan Martín del Potro Steve Johnson Andreas Seppi Adrian Mannarino       |
| 18 febbraio | Delray Beach Open 2019 Delray Beach, Stati Uniti d'America ATP World Tour 250 651 215 $ - Cemento - 32S/16Q/16D Singolare - Doppio   | Bob Bryan Mike Bryan 7–6(5), 6-4                  | Ken Skupski Neal Skupski               | Mackenzie McDonald John Isner  | Juan Martín del Potro Steve Johnson Andreas Seppi Adrian Mannarino       |
| 25 febbraio | Dubai Tennis Championships 2019 Dubai, Emirati Arabi Uniti ATP World Tour 500 2 887 895 $ - Cemento - 32S/16Q/16D Singolare - Doppio | Roger Federer 6-4, 6-4                            | Stefanos Tsitsipas                     | Gaël Monfils Borna Ćorić       | Hubert Hurkacz Ričardas Berankis Nikoloz Basilašvili Márton Fucsovics    |
| 25 febbraio | Dubai Tennis Championships 2019 Dubai, Emirati Arabi Uniti ATP World Tour 500 2 887 895 $ - Cemento - 32S/16Q/16D Singolare - Doppio | Rajeev Ram Joe Salisbury 7–6(4), 6-3              | Ben McLachlan Jan-Lennard Struff       | Gaël Monfils Borna Ćorić       | Hubert Hurkacz Ričardas Berankis Nikoloz Basilašvili Márton Fucsovics    |
| 25 febbraio | Abierto Mexicano de Tenis 2019 Acapulco, Messico ATP World Tour 500 1 931 110 $ - Cemento - 32S/16Q/16D Singolare - Doppio           | Nick Kyrgios 6-3, 6-4                             | Alexander Zverev                       | John Isner Cameron Norrie      | Stan Wawrinka John Millman Mackenzie McDonald Alex de Minaur             |
| 25 febbraio | Abierto Mexicano de Tenis 2019 Acapulco, Messico ATP World Tour 500 1 931 110 $ - Cemento - 32S/16Q/16D Singolare - Doppio           | Alexander Zverev Misha Zverev 2-6, 7–6(4), [10-5] | Austin Krajicek Artem Sitak            | John Isner Cameron Norrie      | Stan Wawrinka John Millman Mackenzie McDonald Alex de Minaur             |
| 25 febbraio | Brasil Open 2019 San Paolo, Brasile ATP World Tour 250 618 810 $ - Terra rossa (i) - 28S/16Q/16D Singolare - Doppio                  | Guido Pella 7-5, 6-3                              | Cristian Garín                         | Casper Ruud Laslo Djere        | Hugo Dellien Leonardo Mayer Marco Trungelliti Félix Auger-Aliassime      |
| 25 febbraio | Brasil Open 2019 San Paolo, Brasile ATP World Tour 250 618 810 $ - Terra rossa (i) - 28S/16Q/16D Singolare - Doppio                  | Federico Delbonis Máximo González 6-4, 6-3        | Luke Bambridge Jonny O'Mara            | Casper Ruud Laslo Djere        | Hugo Dellien Leonardo Mayer Marco Trungelliti Félix Auger-Aliassime      |

### Marzo
| Settimana         | Torneo | Campione/i                                      | Finalista/i                       | Semifinalisti                          | Eliminati ai quarti di finale                                   |
| ----------------- | --- | ----------------------------------------------- | --------------------------------- | -------------------------------------- | --------------------------------------------------------------- |
| 4 marzo 11 marzo  | Indian Wells Open 2019 Indian Wells, Stati Uniti ATP World Tour Masters 1000 9 314 875 $ - Cemento - 96S/48Q/32D Singolare - Doppio | Dominic Thiem 3-6, 6-3, 7-5                     | Roger Federer                     | Milos Raonic Rafael Nadal              | Gaël Monfils Miomir Kecmanović Hubert Hurkacz Karen Chačanov    |
| 4 marzo 11 marzo  | Indian Wells Open 2019 Indian Wells, Stati Uniti ATP World Tour Masters 1000 9 314 875 $ - Cemento - 96S/48Q/32D Singolare - Doppio | Nikola Mektić Horacio Zeballos 4-6, 6-4, [10-3] | Łukasz Kubot Marcelo Melo         | Milos Raonic Rafael Nadal              | Gaël Monfils Miomir Kecmanović Hubert Hurkacz Karen Chačanov    |
| 18 marzo 25 marzo | Miami Open 2019 Miami, Stati Uniti ATP World Tour Masters 1000 9 314 875 $ - Cemento - 96S/48Q/32D Singolare - Doppio               | Roger Federer 6-1, 6-4                          | John Isner                        | Félix Auger-Aliassime Denis Shapovalov | Roberto Bautista Agut Borna Ćorić Kevin Anderson Frances Tiafoe |
| 18 marzo 25 marzo | Miami Open 2019 Miami, Stati Uniti ATP World Tour Masters 1000 9 314 875 $ - Cemento - 96S/48Q/32D Singolare - Doppio               | Bob Bryan Mike Bryan 7-5, 7–6(8)                | Wesley Koolhof Stefanos Tsitsipas | Félix Auger-Aliassime Denis Shapovalov | Roberto Bautista Agut Borna Ćorić Kevin Anderson Frances Tiafoe |

### Aprile
| Settimana | Torneo | Campione/i                                              | Finalista/i                       | Semifinalisti                            | Eliminati ai quarti di finale                                        |
| --------- | --- | ------------------------------------------------------- | --------------------------------- | ---------------------------------------- | -------------------------------------------------------------------- |
| 8 aprile  | U.S. Men's Clay Court Championships 2019 Houston, Stati Uniti d'America ATP World Tour 250 652 245 $ - Terra rossa - 28S/16Q/16D Singolare - Doppio | Cristian Garín 7–6(4), 4-6, 6-3                         | Casper Ruud                       | Daniel Elahi Galán Sam Querrey           | Jordan Thompson Marcel Granollers Janko Tipsarević Henri Laaksonen   |
| 8 aprile  | U.S. Men's Clay Court Championships 2019 Houston, Stati Uniti d'America ATP World Tour 250 652 245 $ - Terra rossa - 28S/16Q/16D Singolare - Doppio | Santiago González Aisam-ul-Haq Qureshi 3-6, 6-4, [10-6] | Ken Skupski Neal Skupski          | Daniel Elahi Galán Sam Querrey           | Jordan Thompson Marcel Granollers Janko Tipsarević Henri Laaksonen   |
| 8 aprile  | Grand Prix Hassan II 2019 Marrakech, Marocco ATP World Tour 250 586 140 € - Terra rossa - 28S/16Q/16D Singolare - Doppio                            | Benoît Paire 6-2, 6-3                                   | Pablo Andújar                     | Jo-Wilfried Tsonga Gilles Simon          | Jaume Munar Lorenzo Sonego Tarō Daniel Jiří Veselý                   |
| 8 aprile  | Grand Prix Hassan II 2019 Marrakech, Marocco ATP World Tour 250 586 140 € - Terra rossa - 28S/16Q/16D Singolare - Doppio                            | Jürgen Melzer Franko Škugor 6-4, 7–6(6)                 | Matwé Middelkoop Frederik Nielsen | Jo-Wilfried Tsonga Gilles Simon          | Jaume Munar Lorenzo Sonego Tarō Daniel Jiří Veselý                   |
| 15 aprile | Monte Carlo Masters 2019 Monte Carlo, Principato di Monaco ATP World Tour Masters 1000 5 585 030 € - Terra rossa - 56S/28Q/24D Singolare - Doppio   | Fabio Fognini 6-3, 6-4                                  | Dušan Lajović                     | Daniil Medvedev Rafael Nadal             | Novak Đoković Lorenzo Sonego Borna Ćorić Guido Pella                 |
| 15 aprile | Monte Carlo Masters 2019 Monte Carlo, Principato di Monaco ATP World Tour Masters 1000 5 585 030 € - Terra rossa - 56S/28Q/24D Singolare - Doppio   | Nikola Mektić Franko Škugor 6(3)–7, 7–6(3), [11-9]      | Robin Haase Wesley Koolhof        | Daniil Medvedev Rafael Nadal             | Novak Đoković Lorenzo Sonego Borna Ćorić Guido Pella                 |
| 22 aprile | Barcelona Open Banc Sabadell 2019 Barcellona, Spagna ATP World Tour 500 2 746 455 € - Terra rossa - 48S/24QS/16D/4QD Singolare - Doppio             | Dominic Thiem 6-4, 6-0                                  | Daniil Medvedev                   | Rafael Nadal Kei Nishikori               | Jan-Lennard Struff Guido Pella Roberto Carballés Baena Nicolás Jarry |
| 22 aprile | Barcelona Open Banc Sabadell 2019 Barcellona, Spagna ATP World Tour 500 2 746 455 € - Terra rossa - 48S/24QS/16D/4QD Singolare - Doppio             | Juan Sebastián Cabal Robert Farah 6-4, 7–6(4)           | Jamie Murray Bruno Soares         | Rafael Nadal Kei Nishikori               | Jan-Lennard Struff Guido Pella Roberto Carballés Baena Nicolás Jarry |
| 22 aprile | Hungarian Open 2019 Budapest, Ungheria ATP World Tour 250 586 140 € - Terra rossa - 28S/16Q/16D Singolare - Doppio                                  | Matteo Berrettini 4-6, 6-3, 6-1                         | Filip Krajinović                  | Laslo Đere Pierre-Hugues Herbert         | Pablo Cuevas Nikoloz Basilašvili Attila Balázs Borna Ćorić           |
| 22 aprile | Hungarian Open 2019 Budapest, Ungheria ATP World Tour 250 586 140 € - Terra rossa - 28S/16Q/16D Singolare - Doppio                                  | Ken Skupski Neal Skupski 6-3, 6-4                       | Marcus Daniell Wesley Koolhof     | Laslo Đere Pierre-Hugues Herbert         | Pablo Cuevas Nikoloz Basilašvili Attila Balázs Borna Ćorić           |
| 29 aprile | Millennium Estoril Open 2019 Cascais, Portogallo ATP World Tour 250 586 140 € - Terra rossa - 28S/16Q/16D Singolare - Doppio                        | Stefanos Tsitsipas 6-3, 7–6(4)                          | Pablo Cuevas                      | David Goffin Alejandro Davidovich Fokina | João Domingues Malek Jaziri Gaël Monfils Frances Tiafoe              |
| 29 aprile | Millennium Estoril Open 2019 Cascais, Portogallo ATP World Tour 250 586 140 € - Terra rossa - 28S/16Q/16D Singolare - Doppio                        | Jérémy Chardy Fabrice Martin 7-5, 7–6(3)                | Luke Bambridge Jonny O'Mara       | David Goffin Alejandro Davidovich Fokina | João Domingues Malek Jaziri Gaël Monfils Frances Tiafoe              |
| 29 aprile | Internazionali di Tennis di Baviera 2019 Monaco di Baviera, Germania ATP World Tour 250 586 140 € - Terra rossa - 28S/16Q/16D Singolare - Doppio    | Cristian Garín 6-1, 3-6, 7-6(1)                         | Matteo Berrettini                 | Marco Cecchinato Roberto Bautista Agut   | Alexander Zverev Márton Fucsovics Guido Pella Philipp Kohlschreiber  |
| 29 aprile | Internazionali di Tennis di Baviera 2019 Monaco di Baviera, Germania ATP World Tour 250 586 140 € - Terra rossa - 28S/16Q/16D Singolare - Doppio    | Frederik Nielsen Tim Pütz 6-4, 6-2                      | Marcelo Demoliner Divij Sharan    | Marco Cecchinato Roberto Bautista Agut   | Alexander Zverev Márton Fucsovics Guido Pella Philipp Kohlschreiber  |

### Maggio
| Settimana          | Torneo | Campione/i                                 | Finalista/i                     | Semifinalisti                        | Eliminati ai quarti di finale                                           |
| ------------------ | --- | ------------------------------------------ | ------------------------------- | ------------------------------------ | ----------------------------------------------------------------------- |
| 6 maggio           | Madrid Open 2019 Madrid, Spagna ATP World Tour Masters 1000 7 279 270 € - Terra rossa - 56S/28Q/24D Singolare - Doppio              | Novak Đoković 6-3, 6-4                     | Stefanos Tsitsipas              | Dominic Thiem Rafael Nadal           | Marin Čilić Roger Federer Alexander Zverev Stan Wawrinka                |
| 6 maggio           | Madrid Open 2019 Madrid, Spagna ATP World Tour Masters 1000 7 279 270 € - Terra rossa - 56S/28Q/24D Singolare - Doppio              | Jean-Julien Rojer Horia Tecău 6-2, 6-3     | Diego Schwartzman Dominic Thiem | Dominic Thiem Rafael Nadal           | Marin Čilić Roger Federer Alexander Zverev Stan Wawrinka                |
| 13 maggio          | Internazionali d'Italia 2019 Roma, Italia ATP World Tour Masters 1000 5 791 280 € - Terra rossa - 56S/28Q/24D Singolare - Doppio    | Rafael Nadal 6-0, 4-6, 6-1                 | Novak Đoković                   | Diego Schwartzman Stefanos Tsitsipas | Juan Martín del Potro Roger Federer Kei Nishikori Fernando Verdasco     |
| 13 maggio          | Internazionali d'Italia 2019 Roma, Italia ATP World Tour Masters 1000 5 791 280 € - Terra rossa - 56S/28Q/24D Singolare - Doppio    | Juan Sebastián Cabal Robert Farah 6-1, 6-3 | Raven Klaasen Michael Venus     | Diego Schwartzman Stefanos Tsitsipas | Juan Martín del Potro Roger Federer Kei Nishikori Fernando Verdasco     |
| 20 maggio          | Geneva Open 2019 Ginevra, Svizzera ATP World Tour 250 586 140 € - Terra rossa - 28S/16Q/16D Singolare - Doppio                      | Alexander Zverev 6-3, 3-6, 7–6(8)          | Nicolás Jarry                   | Federico Delbonis Radu Albot         | Hugo Dellien Albert Ramos Viñolas Tarō Daniel Damir Džumhur             |
| 20 maggio          | Geneva Open 2019 Ginevra, Svizzera ATP World Tour 250 586 140 € - Terra rossa - 28S/16Q/16D Singolare - Doppio                      | Oliver Marach Mate Pavić 6-4, 6-4          | Matthew Ebden Robert Lindstedt  | Federico Delbonis Radu Albot         | Hugo Dellien Albert Ramos Viñolas Tarō Daniel Damir Džumhur             |
| 20 maggio          | Open Parc Auvergne-Rhône-Alpes Lyon 2019 Lione, Francia ATP World Tour 250 586 140 € - Terra rossa - 28S/16Q/16D Singolare - Doppio | Benoît Paire 6-4, 6-3                      | Félix Auger-Aliassime           | Nikoloz Basilašvili Taylor Fritz     | Jo-Wilfried Tsonga Steve Johnson Denis Shapovalov Roberto Bautista Agut |
| 20 maggio          | Open Parc Auvergne-Rhône-Alpes Lyon 2019 Lione, Francia ATP World Tour 250 586 140 € - Terra rossa - 28S/16Q/16D Singolare - Doppio | Ivan Dodig Édouard Roger-Vasselin 6-4, 6-3 | Ken Skupski Neal Skupski        | Nikoloz Basilašvili Taylor Fritz     | Jo-Wilfried Tsonga Steve Johnson Denis Shapovalov Roberto Bautista Agut |
| 26 maggio 9 giugno | Open di Francia 2019 Parigi, Francia Grande Slam 20 060 000 € - Terra rossa - 128S/128Q/64D/32X Singolare - Doppio - Misto          | Rafael Nadal 6-3, 5-7, 6-1, 6-1            | Dominic Thiem                   | Novak Đoković Roger Federer          | Alexander Zverev Karen Chačanov Stan Wawrinka Kei Nishikori             |
| 26 maggio 9 giugno | Open di Francia 2019 Parigi, Francia Grande Slam 20 060 000 € - Terra rossa - 128S/128Q/64D/32X Singolare - Doppio - Misto          | Kevin Krawietz Andreas Mies 6-2, 7–6(3)    | Jérémy Chardy Fabrice Martin    | Novak Đoković Roger Federer          | Alexander Zverev Karen Chačanov Stan Wawrinka Kei Nishikori             |
| 26 maggio 9 giugno | Open di Francia 2019 Parigi, Francia Grande Slam 20 060 000 € - Terra rossa - 128S/128Q/64D/32X Singolare - Doppio - Misto          | Latisha Chan Ivan Dodig 6-2, 7–6(5)        | Gabriela Dabrowski Mate Pavić   | Novak Đoković Roger Federer          | Alexander Zverev Karen Chačanov Stan Wawrinka Kei Nishikori             |

### Giugno
| Settimana | Torneo | Campione/i                                            | Finalista/i                      | Semifinalisti                           | Eliminati ai quarti di finale                                     |
| --------- | --- | ----------------------------------------------------- | -------------------------------- | --------------------------------------- | ----------------------------------------------------------------- |
| 10 giugno | Libéma Open 2019 's-Hertogenbosch, Paesi Bassi ATP World Tour 250 711 275 € - Erba - 32S/16Q/16D Singolare - Doppio             | Adrian Mannarino 7–6(7), 6-3                          | Jordan Thompson                  | Richard Gasquet Borna Ćorić             | Nicolás Jarry Alex de Minaur David Goffin Cristian Garín          |
| 10 giugno | Libéma Open 2019 's-Hertogenbosch, Paesi Bassi ATP World Tour 250 711 275 € - Erba - 32S/16Q/16D Singolare - Doppio             | Dominic Inglot Austin Krajicek 6-4, 4-6, [10-4]       | Marcus Daniell Wesley Koolhof    | Richard Gasquet Borna Ćorić             | Nicolás Jarry Alex de Minaur David Goffin Cristian Garín          |
| 10 giugno | Mercedes Cup 2019 Stoccarda, Germania ATP World Tour 250 754 540 € - Erba - 32S/16Q/16D Singolare - Doppio                      | Matteo Berrettini 6-4, 7–6(11)                        | Félix Auger-Aliassime            | Milos Raonic Jan-Lennard Struff         | Dustin Brown Márton Fucsovics Lucas Pouille Denis Kudla           |
| 10 giugno | Mercedes Cup 2019 Stoccarda, Germania ATP World Tour 250 754 540 € - Erba - 32S/16Q/16D Singolare - Doppio                      | John Peers Bruno Soares 7-5, 6-3                      | Rohan Bopanna Denis Shapovalov   | Milos Raonic Jan-Lennard Struff         | Dustin Brown Márton Fucsovics Lucas Pouille Denis Kudla           |
| 17 giugno | Halle Open 2019 Halle, Germania ATP World Tour 500 2 219 150 € - Erba - 32S/32Q/16D/4Q Singolare - Doppio                       | Roger Federer 7–6(2), 6-1                             | David Goffin                     | Pierre-Hugues Herbert Matteo Berrettini | Roberto Bautista Agut Borna Ćorić Karen Chačanov Alexander Zverev |
| 17 giugno | Halle Open 2019 Halle, Germania ATP World Tour 500 2 219 150 € - Erba - 32S/32Q/16D/4Q Singolare - Doppio                       | Raven Klaasen Michael Venus 4-6, 6-3, [10-4]          | Łukasz Kubot Marcelo Melo        | Pierre-Hugues Herbert Matteo Berrettini | Roberto Bautista Agut Borna Ćorić Karen Chačanov Alexander Zverev |
| 17 giugno | Queen's Club Championships 2019 Londra, Gran Bretagna ATP World Tour 500 2 219 150 € - Erba - 32S/32Q/24D/4Q Singolare - Doppio | Feliciano López 6-2, 6(4)–7, 7–6(2)                   | Gilles Simon                     | Félix Auger-Aliassime Daniil Medvedev   | Stefanos Tsitsipas Milos Raonic Diego Schwartzman Nicolas Mahut   |
| 17 giugno | Queen's Club Championships 2019 Londra, Gran Bretagna ATP World Tour 500 2 219 150 € - Erba - 32S/32Q/24D/4Q Singolare - Doppio | Feliciano López Andy Murray 7–6(6), 5-7, [10-5]       | Rajeev Ram Joe Salisbury         | Félix Auger-Aliassime Daniil Medvedev   | Stefanos Tsitsipas Milos Raonic Diego Schwartzman Nicolas Mahut   |
| 24 giugno | Nature Valley International 2019 Eastbourne, Gran Bretagna ATP World Tour 250 745 880 € - Erba - 28S/16Q/16D Singolare - Doppio | Taylor Fritz 6-3, 6-4                                 | Sam Querrey                      | Kyle Edmund Thomas Fabbiano             | Hubert Hurkacz Daniel Evans Fernando Verdasco Gilles Simon        |
| 24 giugno | Nature Valley International 2019 Eastbourne, Gran Bretagna ATP World Tour 250 745 880 € - Erba - 28S/16Q/16D Singolare - Doppio | Juan Sebastián Cabal Robert Farah 3-6, 7–6(4), [10-6] | Máximo González Horacio Zeballos | Kyle Edmund Thomas Fabbiano             | Hubert Hurkacz Daniel Evans Fernando Verdasco Gilles Simon        |
| 24 giugno | Turkish Airlines Open Antalya 2019 Adalia, Turchia ATP World Tour 250 507 490 € - Erba - 28S/16Q/16D Singolare - Doppio         | Lorenzo Sonego 6(5)–7, 7–6(5), 6-1                    | Miomir Kecmanović                | Jordan Thompson Pablo Carreño Busta     | Viktor Troicki Damir Džumhur Bernard Tomić Adrian Mannarino       |
| 24 giugno | Turkish Airlines Open Antalya 2019 Adalia, Turchia ATP World Tour 250 507 490 € - Erba - 28S/16Q/16D Singolare - Doppio         | Jonathan Erlich Artem Sitak 6-3, 6-4                  | Ivan Dodig Filip Polášek         | Jordan Thompson Pablo Carreño Busta     | Viktor Troicki Damir Džumhur Bernard Tomić Adrian Mannarino       |

### Luglio
| Settimana         | Torneo | Campione/i                                                            | Finalista/i                               | Semifinalisti                          | Eliminati ai quarti di finale                                               |
| ----------------- | --- | --------------------------------------------------------------------- | ----------------------------------------- | -------------------------------------- | --------------------------------------------------------------------------- |
| 1 luglio 8 luglio | Torneo di Wimbledon 2019 Londra, Gran Bretagna Grande Slam 16 184 500 £ - Erba - 128S/128Q/64D/16Q/48X Singolare - Doppio - Doppio misto | Novak Đoković 7–6(5), 1-6, 7–6(4), 4-6, 13-123                        | Roger Federer                             | Roberto Bautista Agut Rafael Nadal     | David Goffin Guido Pella Sam Querrey Kei Nishikori                          |
| 1 luglio 8 luglio | Torneo di Wimbledon 2019 Londra, Gran Bretagna Grande Slam 16 184 500 £ - Erba - 128S/128Q/64D/16Q/48X Singolare - Doppio - Doppio misto | Juan Sebastián Cabal Robert Farah 6(5)–7, 7–6(5), 7–6(6), 6(5)–7, 6-3 | Nicolas Mahut Édouard Roger-Vasselin      | Roberto Bautista Agut Rafael Nadal     | David Goffin Guido Pella Sam Querrey Kei Nishikori                          |
| 1 luglio 8 luglio | Torneo di Wimbledon 2019 Londra, Gran Bretagna Grande Slam 16 184 500 £ - Erba - 128S/128Q/64D/16Q/48X Singolare - Doppio - Doppio misto | Ivan Dodig Latisha Chan 6-2, 6-3                                      | Robert Lindstedt Jeļena Ostapenko         | Roberto Bautista Agut Rafael Nadal     | David Goffin Guido Pella Sam Querrey Kei Nishikori                          |
| 15 luglio         | Hall of Fame Open 2019 Newport, Stati Uniti ATP World Tour 250 652 245 $ - Erba - 28S/16Q/16D Singolare - Doppio                         | John Isner 7–6(2), 6-3                                                | Aleksandr Bublik                          | Ugo Humbert Marcel Granollers          | Matthew Ebden Il'ja Ivaška Mischa Zverev Tennys Sandgren                    |
| 15 luglio         | Hall of Fame Open 2019 Newport, Stati Uniti ATP World Tour 250 652 245 $ - Erba - 28S/16Q/16D Singolare - Doppio                         | Marcel Granollers Serhij Stachovs'kyj 6(10)–7, 6-4, [13-11]           | Marcelo Arévalo Miguel Ángel Reyes Varela | Ugo Humbert Marcel Granollers          | Matthew Ebden Il'ja Ivaška Mischa Zverev Tennys Sandgren                    |
| 15 luglio         | Swedish Open 2019 Båstad, Svezia ATP World Tour 250 586 140 € - Terra rossa - 28S/16Q/16D Singolare - Doppio                             | Nicolás Jarry 7–6(7), 6-4                                             | Juan Ignacio Londero                      | Federico Delbonis Albert Ramos Viñolas | Jérémy Chardy João Sousa Richard Gasquet Roberto Carballés Baena            |
| 15 luglio         | Swedish Open 2019 Båstad, Svezia ATP World Tour 250 586 140 € - Terra rossa - 28S/16Q/16D Singolare - Doppio                             | Sander Gillé Joran Vliegen 6(5)–7, 7-5, [10-5]                        | Federico Delbonis Horacio Zeballos        | Federico Delbonis Albert Ramos Viñolas | Jérémy Chardy João Sousa Richard Gasquet Roberto Carballés Baena            |
| 15 luglio         | Croatia Open Umag 2019 Umago, Croazia ATP World Tour 250 586 140 € - Terra rossa - 28S/16Q/16D Singolare - Doppio                        | Dušan Lajović 7-5, 7-5                                                | Attila Balázs                             | Laslo Djere Salvatore Caruso           | Stefano Travaglia Leonardo Mayer Aljaž Bedene Facundo Bagnis                |
| 15 luglio         | Croatia Open Umag 2019 Umago, Croazia ATP World Tour 250 586 140 € - Terra rossa - 28S/16Q/16D Singolare - Doppio                        | Robin Haase Philipp Oswald 7-5, 6(2)–7, [14-12]                       | Oliver Marach Jürgen Melzer               | Laslo Djere Salvatore Caruso           | Stefano Travaglia Leonardo Mayer Aljaž Bedene Facundo Bagnis                |
| 22 luglio         | Hamburg European Open 2019 Amburgo, Germania ATP World Tour 500 1 855 490 € - Terra rossa - 32S/16Q/16D/4Q Singolare - Doppio            | Nikoloz Basilašvili 7-5, 4-6, 6-3                                     | Andrej Rublëv                             | Pablo Carreño Busta Alexander Zverev   | Dominic Thiem Fabio Fognini Jérémy Chardy Filip Krajinović                  |
| 22 luglio         | Hamburg European Open 2019 Amburgo, Germania ATP World Tour 500 1 855 490 € - Terra rossa - 32S/16Q/16D/4Q Singolare - Doppio            | Oliver Marach Jürgen Melzer 6-2, 7–6(3)                               | Robin Haase Wesley Koolhof                | Pablo Carreño Busta Alexander Zverev   | Dominic Thiem Fabio Fognini Jérémy Chardy Filip Krajinović                  |
| 22 luglio         | BB&T Atlanta Open 2019 Atlanta, Stati Uniti ATP World Tour 250 777 385 $ - Cemento - 28S/16Q/16D Singolare - Doppio                      | Alex de Minaur 6-3, 7–6(2)                                            | Taylor Fritz                              | Reilly Opelka Cameron Norrie           | Daniel Evans Bernard Tomić Alexei Popyrin Miomir Kecmanović                 |
| 22 luglio         | BB&T Atlanta Open 2019 Atlanta, Stati Uniti ATP World Tour 250 777 385 $ - Cemento - 28S/16Q/16D Singolare - Doppio                      | Dominic Inglot Austin Krajicek 6-4, 6(5)–7, [11-9]                    | Bob Bryan Mike Bryan                      | Reilly Opelka Cameron Norrie           | Daniel Evans Bernard Tomić Alexei Popyrin Miomir Kecmanović                 |
| 22 luglio         | J. Safra Sarasin Swiss Open Gstaad 2019 Gstaad, Svizzera ATP World Tour 250 586 140 € - Terra rossa - 28S/16Q/16D Singolare - Doppio     | Albert Ramos Viñolas 6-3, 6-2                                         | Cedrik-Marcel Stebe                       | João Sousa Pablo Andújar               | Roberto Bautista Agut Thomas Fabbiano Dušan Lajović Roberto Carballés Baena |
| 22 luglio         | J. Safra Sarasin Swiss Open Gstaad 2019 Gstaad, Svizzera ATP World Tour 250 586 140 € - Terra rossa - 28S/16Q/16D Singolare - Doppio     | Sander Gillé Joran Vliegen 6-4, 6-3                                   | Philipp Oswald Filip Polášek              | João Sousa Pablo Andújar               | Roberto Bautista Agut Thomas Fabbiano Dušan Lajović Roberto Carballés Baena |
| 29 luglio         | Citi Open 2019 Washington, Stati Uniti d'America ATP World Tour 500 2 046 340 $ - Cemento - 48S/24Q/16D/4Q Singolare - Doppio            | Nick Kyrgios 7–6(6), 7–6(4)                                           | Daniil Medvedev                           | Stefanos Tsitsipas Peter Gojowczyk     | Benoît Paire Norbert Gombos Marin Čilić Kyle Edmund                         |
| 29 luglio         | Citi Open 2019 Washington, Stati Uniti d'America ATP World Tour 500 2 046 340 $ - Cemento - 48S/24Q/16D/4Q Singolare - Doppio            | Raven Klaasen Michael Venus 3-6, 6-3, [10-2]                          | Jean-Julien Rojer Horia Tecău             | Stefanos Tsitsipas Peter Gojowczyk     | Benoît Paire Norbert Gombos Marin Čilić Kyle Edmund                         |
| 29 luglio         | Abierto Mexicano Los Cabos Open 2019 Los Cabos, Messico ATP World Tour 250 858 565 $ - Cemento - 28S/16Q/16D Singolare - Doppio          | Diego Schwartzman 7–6(6), 6-3                                         | Taylor Fritz                              | Radu Albot Guido Pella                 | Fabio Fognini Thanasi Kokkinakis Michail Kukuškin Kwon Soon-woo             |
| 29 luglio         | Abierto Mexicano Los Cabos Open 2019 Los Cabos, Messico ATP World Tour 250 858 565 $ - Cemento - 28S/16Q/16D Singolare - Doppio          | Romain Arneodo Hugo Nys 7-5, 5-7, [16-14]                             | Dominic Inglot Austin Krajicek            | Radu Albot Guido Pella                 | Fabio Fognini Thanasi Kokkinakis Michail Kukuškin Kwon Soon-woo             |
| 29 luglio         | Generali Open 2019 Kitzbühel, Austria ATP World Tour 250 586 140 € - Terra rossa - 28S/16Q/16D Singolare - Doppio                        | Dominic Thiem 7-6(0), 6-1                                             | Albert Ramos Viñolas                      | Lorenzo Sonego Casper Ruud             | Pablo Andújar Fernando Verdasco Pablo Cuevas Jérémy Chardy                  |
| 29 luglio         | Generali Open 2019 Kitzbühel, Austria ATP World Tour 250 586 140 € - Terra rossa - 28S/16Q/16D Singolare - Doppio                        | Philipp Oswald Filip Polášek 6-4, 6-4                                 | Sander Gillé Joran Vliegen                | Lorenzo Sonego Casper Ruud             | Pablo Andújar Fernando Verdasco Pablo Cuevas Jérémy Chardy                  |

### Agosto
| Settimana             | Torneo | Campione/i                                    | Finalista/i                        | Semifinalisti                     | Eliminati ai quarti di finale                                        |
| --------------------- | --- | --------------------------------------------- | ---------------------------------- | --------------------------------- | -------------------------------------------------------------------- |
| 5 agosto              | Canadian Open 2019 Montréal, Canada ATP World Tour Masters 1000 6 338 885 $ - Cemento - 56S/24Q/24D Singolare - Doppio          | Rafael Nadal 6-3, 6-0                         | Daniil Medvedev                    | Gaël Monfils Karen Chačanov       | Fabio Fognini Roberto Bautista Agut Alexander Zverev Dominic Thiem   |
| 5 agosto              | Canadian Open 2019 Montréal, Canada ATP World Tour Masters 1000 6 338 885 $ - Cemento - 56S/24Q/24D Singolare - Doppio          | Marcel Granollers Horacio Zeballos 7-5, 7-5   | Robin Haase Wesley Koolhof         | Gaël Monfils Karen Chačanov       | Fabio Fognini Roberto Bautista Agut Alexander Zverev Dominic Thiem   |
| 11 agosto             | Cincinnati Open 2019 Cincinnati, Stati Uniti ATP World Tour Masters 1000 6 735 690 $ - Cemento - 56S/28Q/24D Singolare - Doppio | Daniil Medvedev 7–6(3), 6-4                   | David Goffin                       | Novak Đoković Richard Gasquet     | Lucas Pouille Andrej Rublëv Roberto Bautista Agut Yoshihito Nishioka |
| 11 agosto             | Cincinnati Open 2019 Cincinnati, Stati Uniti ATP World Tour Masters 1000 6 735 690 $ - Cemento - 56S/28Q/24D Singolare - Doppio | Ivan Dodig Filip Polášek 4-6, 6-4, [10-6]     | Juan Sebastián Cabal Robert Farah  | Novak Đoković Richard Gasquet     | Lucas Pouille Andrej Rublëv Roberto Bautista Agut Yoshihito Nishioka |
| 18 agosto             | Winston-Salem Open 2019 Winston-Salem, Stati Uniti ATP World Tour 250 807 210 $ - Cemento - 48S/32Q/16D Singolare - Doppio      | Hubert Hurkacz 6-3, 3-6, 6-3                  | Benoît Paire                       | Steve Johnson Denis Shapovalov    | Pablo Carreño Busta John Millman Frances Tiafoe Andrej Rublëv        |
| 18 agosto             | Winston-Salem Open 2019 Winston-Salem, Stati Uniti ATP World Tour 250 807 210 $ - Cemento - 48S/32Q/16D Singolare - Doppio      | Łukasz Kubot Marcelo Melo 6(6)–7, 6-1, [10-3] | Nicholas Monroe Tennys Sandgren    | Steve Johnson Denis Shapovalov    | Pablo Carreño Busta John Millman Frances Tiafoe Andrej Rublëv        |
| 26 agosto 2 settembre | US Open 2019 New York, Stati Uniti Grande Slam 25 282 920 $ - Cemento 128S/128Q/64D/32X Singolare - Doppio - Doppio misto       | Rafael Nadal 7-5, 6-3, 5-7, 4-6, 6-4          | Daniil Medvedev                    | Grigor Dimitrov Matteo Berrettini | Stan Wawrinka Roger Federer Gaël Monfils Diego Schwartzman           |
| 26 agosto 2 settembre | US Open 2019 New York, Stati Uniti Grande Slam 25 282 920 $ - Cemento 128S/128Q/64D/32X Singolare - Doppio - Doppio misto       | Juan Sebastián Cabal Robert Farah 6-4, 7-5    | Marcel Granollers Horacio Zeballos | Grigor Dimitrov Matteo Berrettini | Stan Wawrinka Roger Federer Gaël Monfils Diego Schwartzman           |
| 26 agosto 2 settembre | US Open 2019 New York, Stati Uniti Grande Slam 25 282 920 $ - Cemento 128S/128Q/64D/32X Singolare - Doppio - Doppio misto       | Bethanie Mattek-Sands Jamie Murray 6-2, 6-3   | Chan Hao-ching Michael Venus       | Grigor Dimitrov Matteo Berrettini | Stan Wawrinka Roger Federer Gaël Monfils Diego Schwartzman           |

### Settembre
| Settimana    | Torneo | Campione/i                                              | Finalista/i                          | Semifinalisti                              | Eliminati ai quarti di finale                                             |
| ------------ | --- | ------------------------------------------------------- | ------------------------------------ | ------------------------------------------ | ------------------------------------------------------------------------- |
| 16 settembre | Laver Cup 2019 Ginevra, Svizzera Torneo a squadre Cemento indoor - 12S                                                            | Europa 11-10                                            | Resto del Mondo                      |                                            |                                                                           |
| 16 settembre | Moselle Open 2019 Metz, Francia ATP World Tour 250 586 140 € - Cemento indoor - 28S/16Q/16D Singolare - Doppio                    | Jo-Wilfried Tsonga 6(4)–7, 7–6(6), 6-3                  | Aljaž Bedene                         | Benoît Paire Lucas Pouille                 | Pablo Carreño Busta Grégoire Barrère Filip Krajinović Nikoloz Basilašvili |
| 16 settembre | Moselle Open 2019 Metz, Francia ATP World Tour 250 586 140 € - Cemento indoor - 28S/16Q/16D Singolare - Doppio                    | Jan-Lennard Struff Robert Lindstedt 2-6, 7-6(1), [10-4] | Nicolas Mahut Édouard Roger-Vasselin | Benoît Paire Lucas Pouille                 | Pablo Carreño Busta Grégoire Barrère Filip Krajinović Nikoloz Basilašvili |
| 16 settembre | St. Petersburg Open 2019 San Pietroburgo, Russia ATP World Tour 250 1 248 665 € - Cemento indoor - 28S/16Q/16D Singolare - Doppio | Daniil Medvedev 6-3, 6-1                                | Borna Ćorić                          | Jahor Herasimaŭ João Sousa                 | Andrej Rublëv Matteo Berrettini Casper Ruud Michail Kukuškin              |
| 16 settembre | St. Petersburg Open 2019 San Pietroburgo, Russia ATP World Tour 250 1 248 665 € - Cemento indoor - 28S/16Q/16D Singolare - Doppio | Divij Sharan Igor Zelenay 6-3, 3-6, [10-8]              | Matteo Berrettini Simone Bolelli     | Jahor Herasimaŭ João Sousa                 | Andrej Rublëv Matteo Berrettini Casper Ruud Michail Kukuškin              |
| 23 settembre | Chengdu Open 2019 Chengdu, Cina ATP World Tour 250 1 213 295 $ - Cemento - 28S/16S/16D Singolare - Doppio                         | Pablo Carreño Busta 6(5)–7, 6-4, 7–6(3)                 | Aleksandr Bublik                     | Denis Shapovalov Lloyd Harris              | Jahor Herasimaŭ Cristian Garín Grigor Dimitrov João Sousa                 |
| 23 settembre | Chengdu Open 2019 Chengdu, Cina ATP World Tour 250 1 213 295 $ - Cemento - 28S/16S/16D Singolare - Doppio                         | Nikola Ćaćić Dušan Lajović 7–6(9), 3-6, [10-3]          | Jonathan Erlich Fabrice Martin       | Denis Shapovalov Lloyd Harris              | Jahor Herasimaŭ Cristian Garín Grigor Dimitrov João Sousa                 |
| 23 settembre | Zhuhai Championships 2019 Zhuhai, Cina ATP World Tour 250 1 000 000 $ - Cemento - 28S/16Q/16D Singolare - Doppio                  | Alex de Minaur 7–6(4), 6-4                              | Adrian Mannarino                     | Albert Ramos Viñolas Roberto Bautista Agut | Damir Džumhur Gaël Monfils Borna Ćorić Andreas Seppi                      |
| 23 settembre | Zhuhai Championships 2019 Zhuhai, Cina ATP World Tour 250 1 000 000 $ - Cemento - 28S/16Q/16D Singolare - Doppio                  | Sander Gillé Joran Vliegen 7–6(2), 7–6(4)               | Marcelo Demoliner Matwé Middelkoop   | Albert Ramos Viñolas Roberto Bautista Agut | Damir Džumhur Gaël Monfils Borna Ćorić Andreas Seppi                      |
| 30 settembre | China Open 2019 Pechino, Cina ATP World Tour 500 3 666 275 $ - Cemento - 32S/16Q/16D Singolare - Doppio                           | Dominic Thiem 3-6, 6-4, 6-1                             | Stefanos Tsitsipas                   | Karen Chačanov Alexander Zverev            | Andy Murray Fabio Fognini John Isner Sam Querrey                          |
| 30 settembre | China Open 2019 Pechino, Cina ATP World Tour 500 3 666 275 $ - Cemento - 32S/16Q/16D Singolare - Doppio                           | Ivan Dodig Filip Polášek 6-3, 7–6(4)                    | Łukasz Kubot Marcelo Melo            | Karen Chačanov Alexander Zverev            | Andy Murray Fabio Fognini John Isner Sam Querrey                          |
| 30 settembre | Japan Open Tennis Championships 2019 Tokyo, Giappone ATP World Tour 500 2 046 340 $ - Cemento - 32S/16Q/16D Singolare - Doppio    | Novak Đoković 6-3, 6-2                                  | John Millman                         | David Goffin Reilly Opelka                 | Lucas Pouille Chung Hyeon Yasutaka Uchiyama Tarō Daniel                   |
| 30 settembre | Japan Open Tennis Championships 2019 Tokyo, Giappone ATP World Tour 500 2 046 340 $ - Cemento - 32S/16Q/16D Singolare - Doppio    | Nicolas Mahut Édouard Roger-Vasselin 7–6(7), 6-4        | Nikola Mektić Franko Škugor          | David Goffin Reilly Opelka                 | Lucas Pouille Chung Hyeon Yasutaka Uchiyama Tarō Daniel                   |

### Ottobre
| Settimana  | Torneo | Campione/i                                     | Finalista/i                   | Semifinalisti                        | Eliminati ai quarti di finale                                           |
| ---------- | --- | ---------------------------------------------- | ----------------------------- | ------------------------------------ | ----------------------------------------------------------------------- |
| 6 ottobre  | Shanghai Masters 2019 Shanghai, Cina ATP World Tour Masters 1000 8 322 885 $ - Cemento - 56S/28Q/24D Singolare - Doppio      | Daniil Medvedev 6-4, 6-1                       | Alexander Zverev              | Stefanos Tsitsipas Matteo Berrettini | Novak Đoković Fabio Fognini Dominic Thiem Roger Federer                 |
| 6 ottobre  | Shanghai Masters 2019 Shanghai, Cina ATP World Tour Masters 1000 8 322 885 $ - Cemento - 56S/28Q/24D Singolare - Doppio      | Mate Pavić Bruno Soares 6-4, 6-2               | Łukasz Kubot Marcelo Melo     | Stefanos Tsitsipas Matteo Berrettini | Novak Đoković Fabio Fognini Dominic Thiem Roger Federer                 |
| 14 ottobre | Kremlin Cup 2019 Mosca, Russia ATP World Tour 250 922 520 $ - Cemento indoor - 28S/32Q/16D Singolare - Doppio                | Andrej Rublëv 6-4, 6-0                         | Adrian Mannarino              | Marin Čilić Andreas Seppi            | Nikola Milojević Jérémy Chardy Dušan Lajović Karen Chačanov             |
| 14 ottobre | Kremlin Cup 2019 Mosca, Russia ATP World Tour 250 922 520 $ - Cemento indoor - 28S/32Q/16D Singolare - Doppio                | Marcelo Demoliner Matwé Middelkoop 6-1, 6-2    | Simone Bolelli Andrés Molteni | Marin Čilić Andreas Seppi            | Nikola Milojević Jérémy Chardy Dušan Lajović Karen Chačanov             |
| 14 ottobre | Stockholm Open 2019 Stoccolma, Svezia ATP World Tour 250 711 275 € - Cemento indoor - 28S/32Q/16D Singolare - Doppio         | Denis Shapovalov 6-4, 6-4                      | Filip Krajinović              | Yūichi Sugita Pablo Carreño Busta    | Janko Tipsarević Cedrik-Marcel Stebe Yoshihito Nishioka Sam Querrey     |
| 14 ottobre | Stockholm Open 2019 Stoccolma, Svezia ATP World Tour 250 711 275 € - Cemento indoor - 28S/32Q/16D Singolare - Doppio         | Henri Kontinen Édouard Roger-Vasselin 6-4, 6-2 | Mate Pavić Bruno Soares       | Yūichi Sugita Pablo Carreño Busta    | Janko Tipsarević Cedrik-Marcel Stebe Yoshihito Nishioka Sam Querrey     |
| 14 ottobre | European Open 2019 Anversa, Belgio ATP World Tour 250 711 275 € - Cemento indoor - 28S/32Q/16D Singolare - Doppio            | Andy Murray 3-6, 6-4, 6-4                      | Stan Wawrinka                 | Jannik Sinner Ugo Humbert            | Frances Tiafoe Gilles Simon Marius Copil Guido Pella                    |
| 14 ottobre | European Open 2019 Anversa, Belgio ATP World Tour 250 711 275 € - Cemento indoor - 28S/32Q/16D Singolare - Doppio            | Kevin Krawietz Andreas Mies 7-6(1), 6-3        | Rajeev Ram Joe Salisbury      | Jannik Sinner Ugo Humbert            | Frances Tiafoe Gilles Simon Marius Copil Guido Pella                    |
| 21 ottobre | Vienna Open 2019 Vienna, Austria ATP World Tour 500 2 443 810 € - Cemento indoor - 32S/16Q/16D Singolare - Doppio            | Dominic Thiem 3-6, 6-4, 6-3                    | Diego Schwartzman             | Matteo Berrettini Gaël Monfils       | Pablo Carreño Busta Andrey Rublev Aljaž Bedene Karen Khachanov          |
| 21 ottobre | Vienna Open 2019 Vienna, Austria ATP World Tour 500 2 443 810 € - Cemento indoor - 32S/16Q/16D Singolare - Doppio            | Rajeev Ram Joe Salisbury 6-4, 6(5)–7, [10-5]   | Łukasz Kubot Marcelo Melo     | Matteo Berrettini Gaël Monfils       | Pablo Carreño Busta Andrey Rublev Aljaž Bedene Karen Khachanov          |
| 21 ottobre | Swiss Indoors Basel 2019 Basilea, Svizzera ATP World Tour 500 2 219 975 € - Cemento indoor - 32S/16Q/16D Singolare - Doppio  | Roger Federer 6-2, 6-2                         | Alex de Minaur                | Stefanos Tsitsipas Reilly Opelka     | Stan Wawrinka Filip Krajinović Roberto Bautista Agut Jan-Lennard Struff |
| 21 ottobre | Swiss Indoors Basel 2019 Basilea, Svizzera ATP World Tour 500 2 219 975 € - Cemento indoor - 32S/16Q/16D Singolare - Doppio  | Jean-Julien Rojer Horia Tecău 7-5, 6-3         | Taylor Fritz Reilly Opelka    | Stefanos Tsitsipas Reilly Opelka     | Stan Wawrinka Filip Krajinović Roberto Bautista Agut Jan-Lennard Struff |
| 28 ottobre | Paris Masters 2019 Parigi, Francia ATP World Tour Masters 1000 5 791 280 € - Cemento indoor - 48S/24Q/24D Singolare - Doppio | Novak Djoković 6-3, 6-4                        | Denis Shapovalov              | Grigor Dimitrov Rafael Nadal         | Stefanos Tsitsipas Cristian Garín Gaël Monfils Jo-Wilfried Tsonga       |
| 28 ottobre | Paris Masters 2019 Parigi, Francia ATP World Tour Masters 1000 5 791 280 € - Cemento indoor - 48S/24Q/24D Singolare - Doppio | Pierre-Hugues Herbert Nicolas Mahut 6-4, 6-1   | Karen Khachanov Andrey Rublev | Grigor Dimitrov Rafael Nadal         | Stefanos Tsitsipas Cristian Garín Gaël Monfils Jo-Wilfried Tsonga       |

### Novembre
| Settimana   | Torneo | Campione/i                                   | Finalista/i                 | Semifinalisti                    | Eliminati ai quarti di finale                                                                                   |
| ----------- | --- | -------------------------------------------- | --------------------------- | -------------------------------- | --- |
| 5 novembre  | Next Generation ATP Finals 2019 Milano, Italia Next Gen ATP Finals 1 400 000 $ - Cemento indoor - 8S (RR) Singolare | Jannik Sinner 4–2, 4–1, 4–2                  | Alex de Minaur              | Frances Tiafoe Miomir Kecmanović | Round robin Gruppo A Casper Ruud Alejandro Davidovich Fokina Gruppo B Mikael Ymer Ugo Humbert                   |
| 10 novembre | Nitto ATP Finals 2019 Londra, Gran Bretagna ATP Finals 9 000 000 $ - Cemento indoor - 8S/8D (RR) Singolare - Doppio | Stefanos Tsitsipas 6(6)–7, 6–2, 7–6(4)       | Dominic Thiem               | Roger Federer Alexander Zverev   | Round Robin Gruppo Andre Agassi Rafael Nadal Daniil Medvedev Gruppo Björn Borg Novak Djokovic Matteo Berrettini |
| 10 novembre | Nitto ATP Finals 2019 Londra, Gran Bretagna ATP Finals 9 000 000 $ - Cemento indoor - 8S/8D (RR) Singolare - Doppio | Pierre-Hugues Herbert Nicolas Mahut 6–3, 6–4 | Raven Klaasen Michael Venus | Roger Federer Alexander Zverev   | Round Robin Gruppo Andre Agassi Rafael Nadal Daniil Medvedev Gruppo Björn Borg Novak Djokovic Matteo Berrettini |
| 18 novembre | Coppa Davis 2019 Finale Madrid, Spagna                                                                              | Spagna 2–0                                   | Canada                      | Russia Gran Bretagna             | Serbia Australia Germania Argentina                                                                             |

## Ranking a fine anno
Nelle tabelle riportate sono presenti i primi dieci tennisti a fine stagione.

### Singolare
| #   | Giocatore             | Punti | Rank. 2018 | /       |
| 1.  | Rafael Nadal          | 9.985 | 2          | 1       |
| 2.  | Novak Đoković         | 9.145 | 1          | 1       |
| 3.  | Roger Federer         | 6.590 | 3          | Stabile |
| 4.  | Dominic Thiem         | 5.825 | 8          | 4       |
| 5.  | Daniil Medvedev       | 5.705 | 16         | 11      |
| 6.  | Stefanos Tsitsipas    | 5.300 | 15         | 9       |
| 7.  | Alexander Zverev      | 3.345 | 4          | 4       |
| 8.  | Matteo Berrettini     | 2.870 | 54         | 46      |
| 9.  | Roberto Bautista Agut | 2.540 | 23         | 15      |
| 10. | Gaël Monfils          | 2.530 | 29         | 19      |

Nel corso della stagione due tennisti hanno occupato la prima posizione:
- Djokovic = fine 2018 – 3 novembre 2019
- Nadal = 4 novembre – fine anno

### Doppio
| #   | Giocatore             | Punti | Rank. 2018 | /  |
| 1.  | Juan Sebastián Cabal  | 8.230 | 5          | 4  |
| 1.  | Robert Farah          | 8.230 | 5          | 4  |
| 3.  | Nicolas Mahut         | 7.180 | 11         | 8  |
| 4.  | Horacio Zeballos      | 5.610 | 29         | 25 |
| 5.  | Pierre-Hugues Herbert | 5.290 | 12         | 7  |
| 6.  | Łukasz Kubot          | 5.090 | 9          | 3  |
| 7.  | Marcelo Melo          | 4.910 | 9          | 2  |
| 8.  | Raven Klaasen         | 4.665 | 15         | 7  |
| 9.  | Kevin Krawietz        | 4.660 | 71         | 62 |
| 10. | Michael Venus         | 4.530 | 16         | 6  |

Nel corso della stagione tre tennisti hanno occupato la prima posizione, di cui una coppia:
- M. Bryan = fine 2018 – 14 luglio 2019
- Cabal /  Farah = 15 luglio – fine anno.